# Marty Riessen
Marty Riessen (født 4. december 1941 i Hinsdale, Illinois, USA) er en tennisspiller fra USA. Han var blandt verdens bedste tennisspillere, specielt i double, i 1970'erne og vandt i løbet af sin karriere ni grand slam-titler: to i herredouble (French Open 1971 med Arthur Ashe som makker og US Open 1976 med Tom Okker ved sin side) og syv i mixed double, heraf seks med Margaret Court som makker. Hans bedste grand slam-resultater i single var fire kvartfinalepladser.
Riessen vandt i løbet af sin karriere 9 ATP-turneringer i single og 80 ATP-titler i double, heraf 33 med Tom Okker som makker, og hans bedste placering på ATP's verdensrangliste i double var en tredjeplads den 3. marts 1980.